# Samsung Gear S
Samsung Gear S — умные часы из семейства Gear от компании Samsung.
Устройство анонсировано 28 августа 2014 года.
Часы работают на Tizen.